# Ursulinenschule Fritzlar
Die Ursulinenschule Fritzlar ist eine staatlich anerkannte katholische Gesamtschule in Fritzlar (Hessen, Deutschland). Die Schule wurde 1712 von dem am 11. Juli 1711 gegründeten Ursulinenkonvent in Fritzlar begründet und von diesem bis 1989 betrieben. Seit 1989 ist das Bistum Fulda Schulträger.

## Geschichte

### 1712–1877
Die ersten Ursulinen in Fritzlar kamen 1711 aus Metz und brachten dabei drei französische Pensionärinnen mit. Mit diesen und den drei ersten deutschen Pensionsschülerinnen begannen sie am 19. Juni 1712 in gemieteten Räumen im heutigen Haus Kaiserpfalz den Schulbetrieb. Die Haltung der Stadtbevölkerung war zunächst ablehnend; erst als sich zwei Stadtpfarrer bereit erklärten, Gottesdienste ohne Entgelt zu leiten, fand sich mehr Akzeptanz und Unterstützung, und 1718 eröffneten die Schwestern eine Elementarschule für Mädchen aus der Stadt. Nach der Fertigstellung des am 5. August 1713 begonnenen Klosterneubaus zogen die Nonnen und Pensionärinnen am 8. Mai 1719 in das Kloster um.

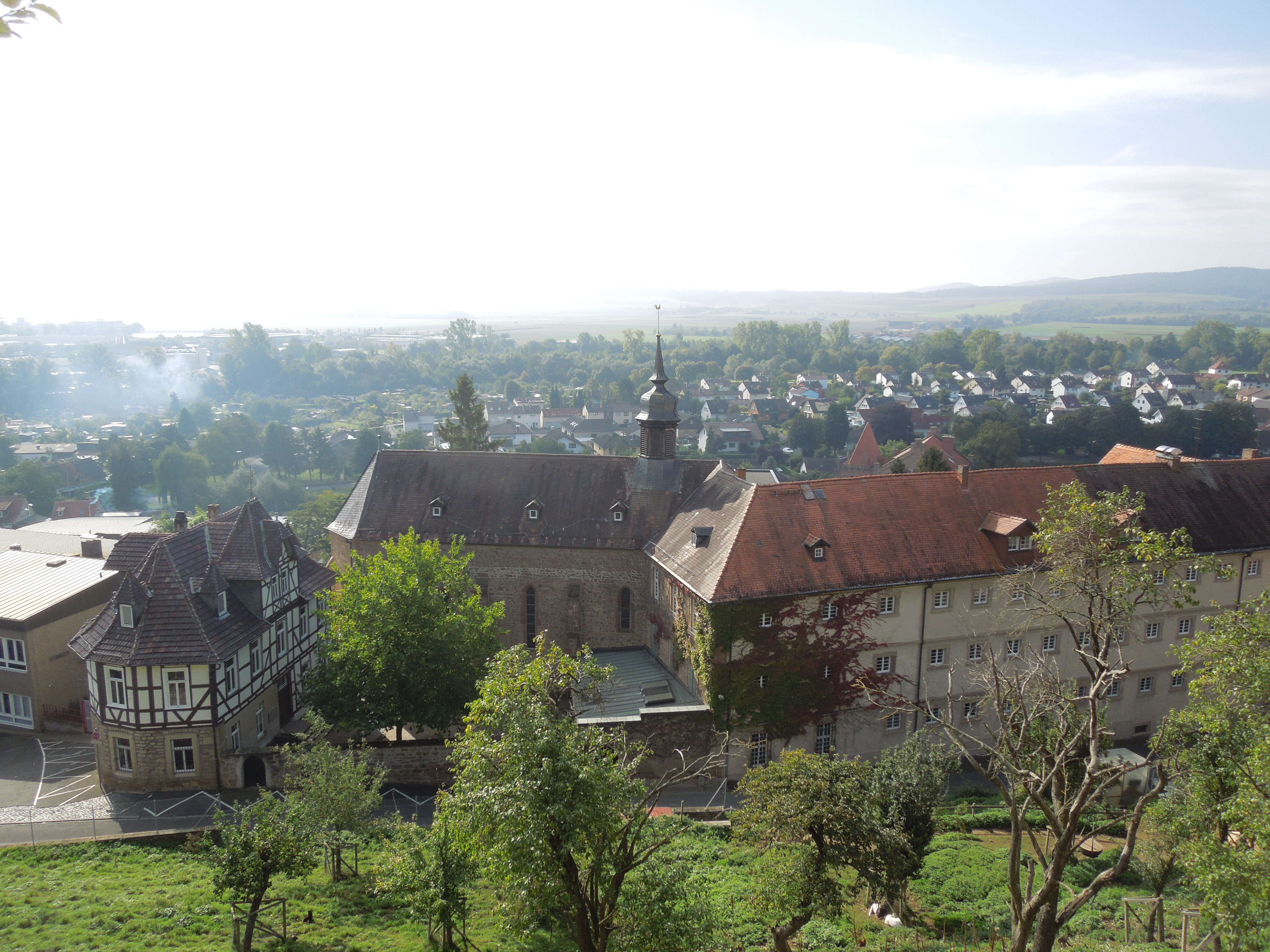
Die Klosteranlage heute; links die einstige Schule, in der Mitte die Klosterkirche, rechts der Wohntrakt

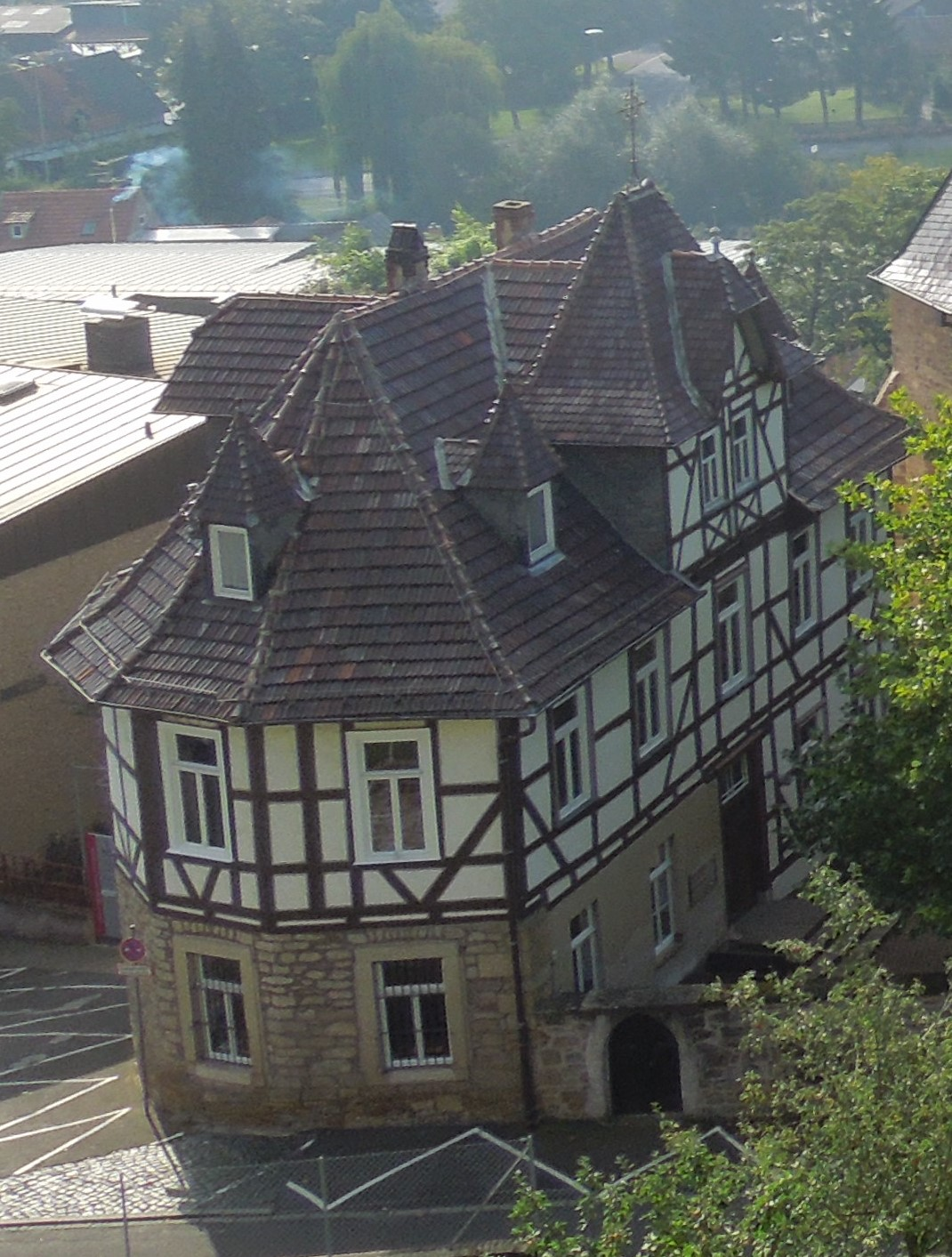
Das alte Schulhaus

Sowohl das Pensionat als auch die Schule für ortsansässige Mädchen erfreuten sich zunehmender Beliebtheit. 1724 lebten bereits 16 Schülerinnen, größtenteils Töchter des regionalen Adels, im Pensionat. Der Andrang von Schülerinnen aus der Stadt war so groß, dass 1731–1735 nordöstlich der Klosterkirche ein eigenes Schulhaus für externe Schülerinnen errichtet wurde. Der Mainzer Erzbischof Franz Ludwig steuerte eine erhebliche Summe zum Bau bei.
Die wohl bekannteste Schülerin des Pensionats war Bettina Brentano, die 1794 mit ihren Schwestern Gunda, Lulu und Meline nach Fritzlar kam und dort bis 1798 blieb. Zu ihrer Zeit lebten dort 20 Töchter aus „guten Familien“. Sie schrieb später, dass es keine Spiegel gab und sie deshalb von ihrem 9. bis zum 13. Lebensjahr nicht wusste, wie sie aussah.
Kloster und Schule überstanden den mit dem Reichsdeputationshauptschluss erfolgten Wechsel der Landeshoheit von Kurmainz zum Kurfürstentum Hessen und die Säkularisation, der das Fritzlarer St.-Petri-Stift und das Franziskanerkloster zum Opfer fielen, unbehelligt, wohl wegen der Bedeutung der Schule.
Die 1812 zur Oberin des Konvents gewählte und dieses Amt bis 1856 innehabende Augustine Bardt († 10. Juli 1856) führte Kloster, Pensionat und Schule zu neuer Blüte. Der Schulbetrieb wurde auf zwei Pensionats- und zwei Externenklassen ausgeweitet, und die Zahl der Schwestern wuchs so sehr an, dass keine weltlichen Hilfskräfte mehr benötigt wurden. Der Lehrplan des Jahres 1853 für Pensionsschülerinnen besagt, dass morgens an den sechs Wochentagen von 8 bis 11 Uhr Unterricht in Religionslehre, biblischer und Kirchengeschichte, Lesen und Deklamieren, Mythologie, Literatur- und Naturgeschichte, Naturlehre, allgemeiner Weltgeschichte, Geographie, deutscher Sprachlehre, Schön- und Rechtschreiben, Aufsatz- und Briefschreiben, Kopf- und Tafelrechnen, Zeichnen und Malen erteilt wurde, und dass nachmittags an vier Wochentagen (ausgenommen Mittwoch und Sonnabend) von 13 bis 16 Uhr Unterricht in Französisch und in den „weiblichen Handarbeiten“ gegeben wurde. Das Schulgeld für Pensionsschülerinnen betrug 12½ Taler. 1859 wurde eigens zum Gebrauch der Pensionszöglinge die neue Marienkapelle eingeweiht.

### Verbot und Exil 1877–1887
Vom 1. April 1877 bis zum 29. September 1887 waren die Nonnen während Bismarcks Kulturkampf aus Fritzlar und dem Königreich Preußen verbannt und auf Einladung der Ursulinen von Arras in ein diesen gehörendes und den Fritzlarer Schwestern zur Verfügung gestelltes Haus in Béthune in Nordfrankreich ins Exil gezogen. Die Klostergebäude wurden beschlagnahmt, teilweise vermietet, und zeitweise als Landratsamt genutzt. Erst zehn Jahre später erfolgte die Erlaubnis zur Rückkehr nach Fritzlar, wo 17 überlebende Schwestern am 29. September 1887 wieder eintrafen.

### 1887–1933

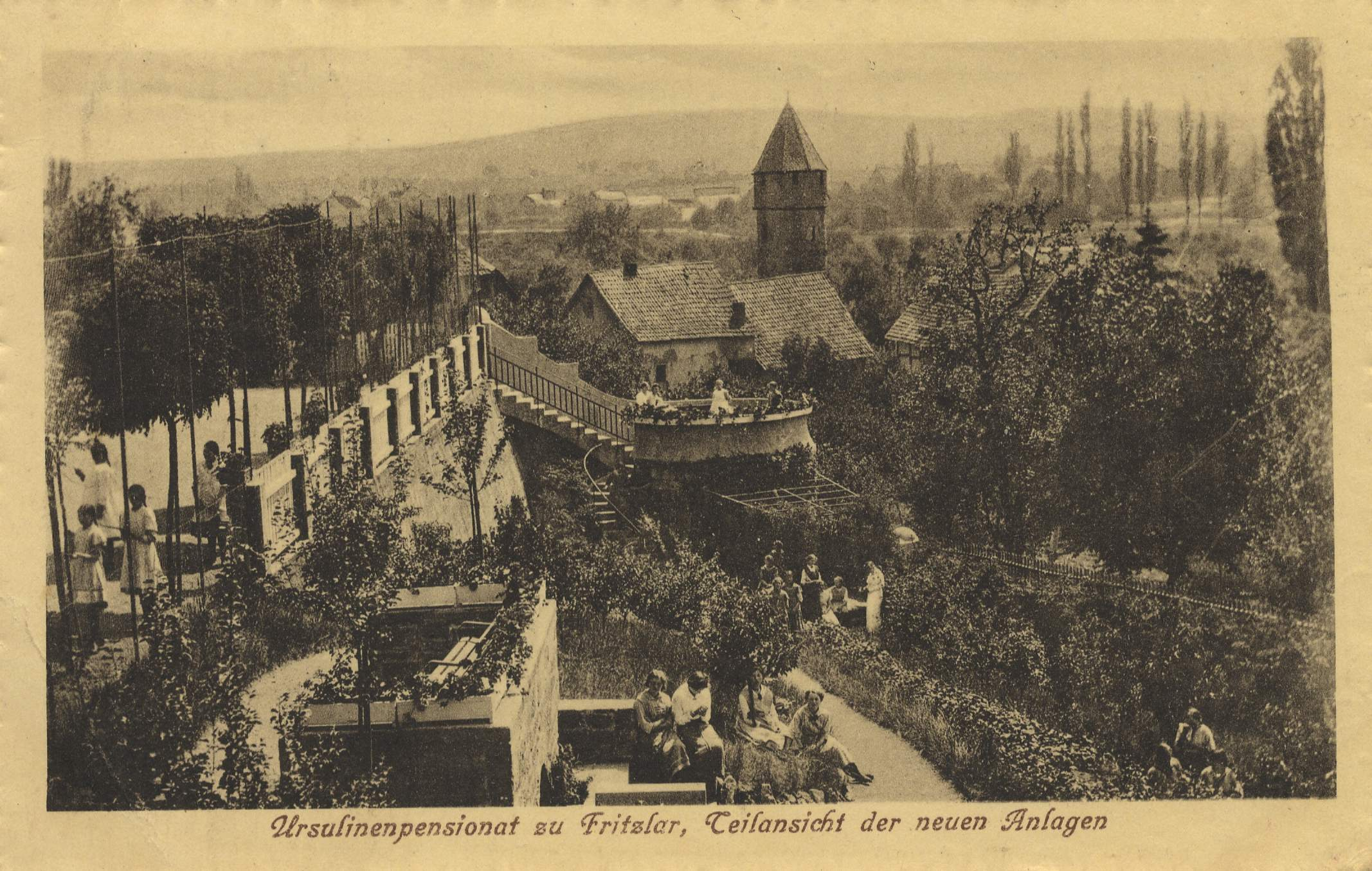
Ursulinenpensionat, Teilansicht der neuen Anlagen; Lyzeum, Haushaltungs- und Handarbeitsschule; Postkarte von 1918

Konvent und Schule blühten wieder auf, und es folgte eine stetige Ausweitung des Lehrbetriebs, sowohl hinsichtlich der Schülerzahl als auch in Bezug auf das Ausbildungsangebot. Am 23. November 1888 erfolgte die staatliche Anerkennung der Schule durch die preußische Regierung. Eine während des Exils der Schwestern von privater Hand geführte Höhere Töchterschule wurde daraufhin von ihrer Leiterin mitsamt ihren Schülerinnen in die Ursulinenschule überführt. Der Lehrplan der Pensionatschule von 1889 beinhaltete: Religionslehre, biblische und Kirchengeschichte, Deutsche Sprache, Französische Sprache, Englische Sprache, Weltgeschichte, Geographie, Naturkunde, Rechnen, Schönschreiben, Zeichnen und Malen, Gesang und Musik, Anstandslehre, und „Alle weiblichen Hausarbeiten“. Die Ausbildungszeit im Pensionat betrug zwei Jahre. Das Tragen von Schmucksachen war nicht gestattet, und das Mitbringen von Büchern außer Gebets- und Erbauungsbüchern war verboten.
Im Oktober 1889 erhielten die Schwestern die Genehmigung zur Unterrichtung von Mädchen unter zehn Jahren. Kurz vor der Jahrhundertwende eröffneten sie eine Industrieschule für die weibliche Jugend der Stadt. Ab 1903 war die Schule eine sogenannte „Höhere Mädchenschule“; die staatliche Anerkennung als solche erfolgte 1908. Im Dezember 1912 erfolgte die staatliche Anerkennung als Lyzeum für Mädchen.
Der Lehrplan 1914/15 für die Unterstufe enthielt die Fächer Religion, Deutsch, Heimatkunde, Rechnen und Mathematik, Schreiben, Nadelarbeit, Singen, und Turnen. Für die Mittelstufe waren es: Religion, Deutsch, Französisch, Geschichte und Kunstgeschichte, Erdkunde, Rechnen und Mathematik, Naturkunde, Schreiben, Zeichnen, Nadelarbeit, Singen, und Turnen. Für die Oberstufe erfolgte Unterricht in den Fächern: Religion, Deutsch, Französisch, Englisch, Geschichte und Kunstgeschichte, Erdkunde, Rechnen und Mathematik, Naturkunde, Zeichnen, Nadelarbeit (wahlfrei), Singen, und Turnen. Am 1. Februar 1915 waren insgesamt 102 Schülerinnen von 7 bis 18 Jahren eingeschult. Die Mehrzahl war katholisch, aber es gab auch 10 evangelische und 9 jüdische Schülerinnen. 46 waren Internatszöglinge, 56 aus Fritzlar und Umgebung.
1926, nachdem die Krisenjahre der Hyperinflation von 1922/1923 überstanden waren, erwarb der Konvent das städtische Anwesen (Wohnhaus mit Wirtschaftsgebäuden, Gemüse- und Obstgärten) der Freiherren von Buttlar innerhalb der westlichen Stadtmauer. Das nunmehr nach dem Fritzlarer Ortsheiligen St. Wigbert benannte Anwesen wurde zum Schul- und Internatshaus umgebaut, und im April 1927 begann dort der Betrieb einer Haushaltungsschule, einer einjährigen ländlichen Mädchenberufsschule und eines Kindergartens.

### Erneutes Verbot 1933–1945
Während der Zeit des Nationalsozialismus musste die Grundschule bereits 1934 auf amtliche Anweisung geschlossen werden. Ab 1938 durften keine neuen Schülerinnen in die erste Klasse der Oberschule mehr aufgenommen werden. Die Frauen- und Haushaltungsschule und der Kindergarten St. Wigbert wurden auf behördliche Anweisung geschlossen, und das gesamte Anwesen St. Wigbert wurde zwangsweise an die Wehrmacht vermietet. Im März 1939 informierte der Oberpräsident in Kassel den Konvent, dass ein Bedürfnis zur Weiterführung der Oberschule nicht mehr bestünde. Im März 1940 wurde das Lyzeum geschlossen, und der 2. Stock des Klosters wurde zwecks Einrichtung eines Reservelazaretts für den Fritzlarer Fliegerhorst beschlagnahmt. Damit wurde es notwendig, auch die letzten Pensionschülerinnen nach Hause zu schicken. Am 3. Juli 1941 kam der Befehl der Gestapo an die Nonnen, das mit sofortiger Wirkung aufgehobene Kloster und die Stadt Fritzlar innerhalb von 24 Stunden und lediglich mit ihrer persönlichen Habe zu verlassen. Das Kloster St. Ursula wurde beschlagnahmt. Die noch verbliebenen Schwestern erhielten jeweils 10 RM Reisegeld aus der Klosterkasse, um woanders unterzukommen.

### 1945–1989
Nach dem Ende des Zweiten Weltkriegs kehrten die ersten Nonnen bereits im Mai 1945, die letzten im Mai 1946 nach Fritzlar zurück, und am 2. November 1945 begannen sie wieder mit dem Unterrichtsbetrieb. Die Fritzlarer Schülerinnen brachten dazu ihre eigenen Stühle mit, und geschrieben wurde auf abgeschnittenen Zeitungsrändern. Die staatliche Anerkennung als Gymnasium für Mädchen kam im Mai 1946, und 1947 folgte die Genehmigung zur Eröffnung der Untersekunda (10. Klasse). 1946 gab es schon wieder 164 Schülerinnen im Realgymnasium, 50 in der Haushaltungsschule St. Wigbert, 40 im Kindergarten und 60 Internatszöglinge in St. Ursula und St. Wigbert; letztere waren teilweise Waisen und Flüchtlings- bzw. Vertriebenenkinder. 1951 gab es 350 Schülerinnen am Realgymnasium, 60 in der Haushaltungsschule und über 40 im Kindergarten.
Kostengründe führten schon ab 1952 zu Überlegungen, die gerade eingeführte Gymnasiale Oberstufe wieder abzuschaffen, was erhebliche Konflikte mit der Elternschaft zur Folge hatte. Die erste Abiturprüfung nach dem Krieg erfolgte 1955, mit 12 erfolgreichen Probanden, aber der Streit um die Oberstufe eskalierte. 1956 beschloss die Kapitelversammlung in geheimer Abstimmung die Abschaffung der Oberstufe. Das vorläufig letzte Abitur fand 1957 statt.
Unter der Leitung der seit April 1961 amtierenden Direktorin Angelika Kill (1917–2003), die dieses Amt bis zu ihrer Pensionierung am 17. Juni 1992 innehatte, und mit Unterstützung durch das Bistum Fulda wurde die Schule ab Mitte der 1960er Jahre zielstrebig den veränderten Anforderungen der Zeit und des Gesetzgebers angepasst. 1967 wurden betreute Lernnachmittage eingeführt. 1970 erfolgte die Umstellung der bisherigen Halbtagsschule in eine Ganztagsschule mit Förderstufe und, mit der Aufnahme der ersten beiden Jungen, der Beginn der Koedukation. Im gleichen Jahr wurde die Aufnahme neuer Internatsschülerinnen beendet. Der letzte Internatsschlafraum wurde 1975 zum Handarbeitsraum umgestaltet, und die drei noch verbliebenen Internatsschülerinnen zogen in einen kleineren Raum um. Ab 1. September 1977 wurde die Schule dreigliedrig geführt, mit Haupt-, Real- und Gymnasialzweig. Damit war die Schule innerhalb von sieben Jahren von einem halbtägigen Mädchengymnasium zu einer ganztägigen und koedukativen Gesamtschule umgestaltet worden. Um mit dem Anwachsen der Schülerzahlen, den steigenden Anforderungen baulicher Art an zeitgemäße Schulen und dem Ausbau der Schule zur dreigliedrigen und koedukativen Ganztagsschule Schritt zu halten, wurden ab 1960, angefangen mit dem Bau einer Turnhalle, erhebliche Baumaßnahmen unternommen (1971 Bau des neuen Schulhauses St. Angela, 1973–1975 Bau des Schulhauses St. Ursula).
Auch der Komplex St. Wigbert erfuhr eine maßgebliche Umgestaltung sowohl baulicher als auch schulischer Art. 1973 wurde ein benachbarter großer Garten hinzugekauft und nach entsprechendem An- und Umbau eine Fachschule für Sozialpädagogik eröffnet, in der die bisherige Haushaltungsschule aufging. Ein weiterer Anbau wurde 1982 fertiggestellt. 1975 musste der große Klostergarten an das Klostergut abgegeben werden, da die wenigen und zunehmend überalterten Schwestern die Arbeit nicht mehr selbst bewältigen konnten. Die Berufsfachschule wurde 1985 geschlossen.

### Seit 1989
Am 1. August 1989 übernahm das Bistum Fulda die Schulträgerschaft und den gesamten Klosterbesitz von dem wegen Überalterung vor dem Aussterben stehenden Konvent. Gleichzeitig wurde die Einrichtung der Gymnasialen Oberstufe genehmigt, und der Aufbau begann noch im gleichen Jahr. 1990 wurde der alte Gutshof mitsamt Wohnhaus nach umfangreicher Sanierung als weiteres Schulgebäude in Gebrauch genommen. Im Jahre 1992, dem letzten Amtsjahr von Schwester Angelika Kill als Schulleiterin, wurde das erste Abitur seit 1957 abgenommen, mit 21 erfolgreichen Prüflingen, und im folgenden Jahr erfolgte die staatliche Anerkennung der noch von ihr aufgebauten gymnasialen Oberstufe. Die letzten Schwestern gingen 1992 in den Ruhestand. Damit kam die Tätigkeit der Schwestern der „Gesellschaft der Heiligen Ursula“ an der von ihnen begründeten Schule in Fritzlar zu ihrem Ende. 1997 ehrte die Stadt Fritzlar die 1992 in den Ruhestand getretene Angelika Kill, und damit auch alle anderen Ursulinen, die an der Fritzlarer Schule insgesamt 275 Jahre lang tätig gewesen waren, durch die Ernennung zur Ehrenbürgerin.
1995 wurde auch das historische Mühlengebäude nach einem Totalumbau als Schulhaus eingeweiht. Eine neue Drei-Felder-Großsporthalle wurde 1996 fertiggestellt. Mit dem Schuljahr 2005/06 wurde der verkürzte gymnasialen Bildungsgang („G8“) eingeführt. Im Schuljahr 2009/10 hatte die Schule etwa 1100 Schüler.
Um die internationale Vergleichbarkeit der fremdsprachlichen Fähigkeiten der Schüler zu zertifizieren, beteiligt sich die Ursulinenschule Fritzlar seit 2004 am DELF-Programm (französische Sprache) und seit 2006 am FCE/CAE (englische Sprache).
Die internationale Organisation des Ordo Sanctae Ursulae führte zu einer Patenschaft mit der Ursulinenschule (Colegio Santa Ursula) in Lima (Peru). Hierbei findet sowohl ein Austausch von Schülern und Schülerinnen, als auch die Förderung durch Geldspenden statt.

### Heute
Die Ursulinenschule besteht heute aus 8 Gebäuden, mit den Namen: St. Angela (Verwaltungsgebäude und Klassenräume), St. Ursula (Fachräume und Klassenräume), St. Katharina (Klassenräume, Oberstufen-Cafeteria und Berufswahlbüro), St. Cordula (Klassenräume, Musikräume und Mediothek), Mühle (Klassenräume), Pavilion (Klassenräume und Werkräume), dem Klosterkomplex (Klosterkirche, Mensa, Cafeteria, Klassenräume und Nonnenwohnungen) und der Sporthalle mit drei Abteilen.

## Bekannte Schüler
- Bettina von Arnim (1794 bis 1797 Internatsschülerin)
- Jörg Rohde (Schauspieler)